# Sternotherus
Sternotherus – rodzaj żółwi z podrodziny Kinosterninae w rodzinie mułowcowatych (Kinosternidae).

## Zasięg występowania
Rodzaj obejmuje gatunki występujące w Ameryce Północnej (Kanada i Stany Zjednoczone).

## Systematyka

### Etymologia
- Sternotherus (Sternothaerus): gr. στερνον sternon „pierś, klatka piersiowa”[10]; θαιρoς thairos „zawiasy drzwi lub bramy”[11].
- Aromochelys: gr. αρωμα arōma, αρωματος arōmatos „aromatyczny korzeń”[12]; χελυς khelus „żółw rzeczny”[13]. Gatunek typowy: Testudo odorata Latreille, 1802.
- Goniochelys: gr. γωνια gōnia „róg, kąt”[14]; χελυς khelus „żółw rzeczny”[13]. Gatunek typowy: Goniochelys triquetra Agassiz, 1857 (= Aromochelys carinata J.E. Gray, 1856).
- Ozotheca: gr. οζω ozō „pachnąć”[15]; θηκη thēkē „skrzynia, szkatuła, sposób pochowania”[16]. Gatunek typowy: Testudo odorata Latreille, 1802.

### Podział systematyczny
Do rodzaju należą następujące gatunki:
- Sternotherus carinatus (J.E. Gray, 1856) – piżmik brzytwogrzbiety[17]
- Sternotherus depressus Tinkle & Webb, 1955
- Sternotherus intermedius Scott, Glenn & Rissler, 2017
- Sternotherus minor (Agassiz, 1857) – piżmik trójstępkowy[17]
- Sternotherus odoratus (Latreille, 1802) – piżmik wonny[18]
- Sternotherus peltifer Smith & Glass, 1947